# Götaplatskravallerna
Götaplatskravallerna inträffade i Göteborg samtidigt med Hötorgskravallerna i Stockholm i slutet av sommaren 1965. 
På kvällen söndagen den 29 augusti samlades mellan 400 och 600 ungdomar mellan 13 och 18 år, i pressen beskriva som "mods", på Götaplatsen i centrala Göteborg. Enligt tidningsreferat kastade de glasflaskor, blomkrukor och jord på polisen och allmänheten. Ett tiotal ungdomar anmäldes för olika förseelser, bland annat polismisshandel och förargelseväckande beteende, medan 7–8 personer greps.
Oroligheterna fortsatte sedan under flera kvällar den kommande veckan. Fredagen den 3 september hade oroligheterna flyttat till nöjesparken Liseberg, där den brittiska popgruppen Kinks uppträdde.